# Макет

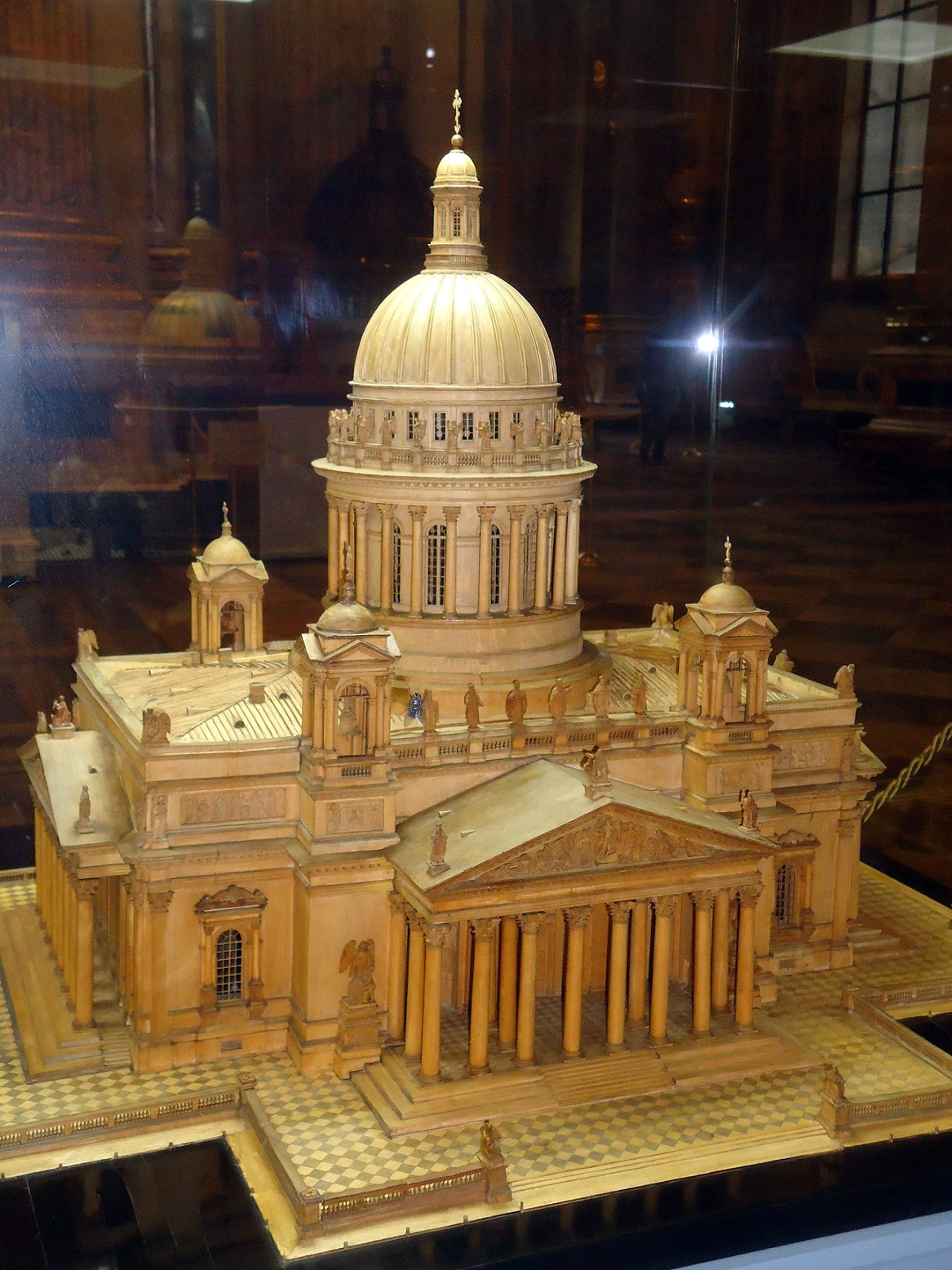
Макет Исаакиевского собора

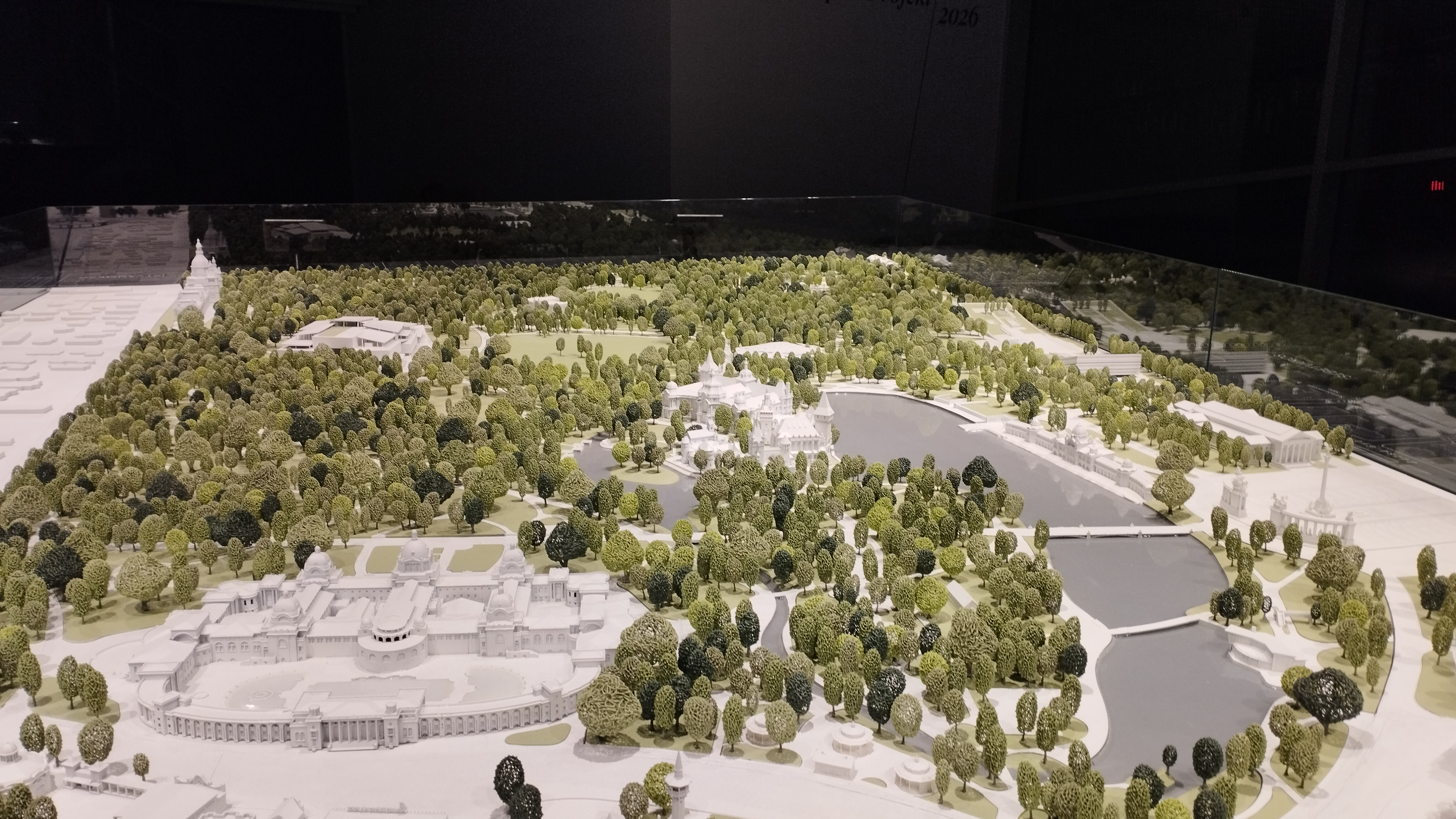
Архитектурная модель Будапешта, Музей этнографии в Городском парке, Будапешт.

Маке́т (фр. maquette — масштабная модель, итал. macchietta, уменьшительное от macchia) — модель объекта в уменьшенном масштабе или в натуральную величину, лишённая, как правило, функциональности представляемого объекта (например, физическое моделирование пучения на маломасштабных моделях невозможно, наиболее достоверный способ определения всех характеристик пучения — полевой). Макет — модель, предварительный образец, пробный образец чего-либо.
Предназначен для представления объекта; используется в тех случаях, когда представление оригинального объекта неоправданно дорого, невозможно или просто нецелесообразно.
Макетирование — процесс создания макета.

## Разновидности
- Прозрачный макет — показывает внутреннюю конструкцию, принцип действия прототипа.
- Действующий макет — показывает принцип действия прототипа.
- Электронный макет — обобщенная информация об изделии и его компонентах в электронном виде.
- Массогабаритный макет (макет массо-габаритный)

## Применение
Макеты, различных изделий/сооружений, часто используется в качестве музейных экспонатов.
- В типографии под макетом понимается оригинал печатной формы, полностью совпадающий со страницей будущего издания.
  - Оригинал-макет — оригинал, полностью совпадающий с будущим печатным изданием.
- Архитектурный макет — объёмное изображение архитектурных сооружений (напр, концептуальный макет[3]).
  - Градостроительный макет — макет целого микрорайона или города. Часто в масштабе 1:1000 — 1:5000.
  - Ландшафтный макет — макет местности (ландшафта). Отображает горы, озёра, рельеф, деревья и т. д.
  - Интерьерные макеты — показывают внутреннее обустройство квартиры или коттеджа.

В компьютерной верстке (напр., макет сайта (см. веб-дизайн)).
Для визуализации объекта, с целью привлечения потенциальных клиентов (напр., инвесторов)
Используются в обучении работников и студентов.
Моделизм:
- Макет железной дороги
- Радиоуправляемая модель — макет, модель — управляемая по радиоканалу. Обычно авиамодели, судомодели, автомодели, макеты танков, ракет.